# Waking Up in Vegas
Waking Up in Vegas – piąty singel amerykańskiej wokalistki popowej Katy Perry z jej drugiego studyjnego albumu One of the Boys. Stał się przebojem list przebojów w Australii, Kanadzie, Wielkiej Brytanii oraz Stanach Zjednoczonych.

## Teledysk
Teledysk do utworu nakręcił Joseph Kahn, który wcześniej zobrazował między innymi „Womanizer”, „Toxic” i „Stronger” dla Britney Spears, a także „When I Grow Up” i „I Hate This Part” dla Pussycat Dolls. Wideoklip obrazuje wydarzenia dziejące się w Las Vegas.

## Listy przebojów
| Lista (2009)                    | Pozycja |
| ------------------------------- | ------- |
| U.S. Billboard Hot 100          | 6       |
| U.S. Billboard Pop 100          | 2       |
| Kanadyjska Hot 100              | 2       |
| Australijska ARIA Singles Chart | 11      |
| UK Singles Chart                | 19      |
| Irlandzka Singles Chart         | 8       |
| Nowozelandzka Singles Chart     | 9       |
| United World Charts             | 8       |

## Sprzedaż
| Państwo           | Wyróżnienie | Sprzedaż |
| ----------------- | ----------- | -------- |
| Stany Zjednoczone | --          | 526,853+ |
| Świat             | --          | 686,000+ |

## Historia wydania
| Region            | Data             | Format                      |
| ----------------- | ---------------- | --------------------------- |
| Stany Zjednoczone | 21 kwietnia 2009 | Airplay                     |
| Australia         | 23 marca 2009    | Airplay                     |
| Australia         | 4 maja 2009      | Singel CD, digital download |
| Europa            | 4 czerwca 2009   | Singel CD, digital download |
| Wielka Brytania   | 8 czerwca 2009   | Singel CD, digital download |